# Шлимац
Шлимац је насељено мјесто у општини Прозор-Рама, Босна и Херцеговина.

## Становништво
|         | 2013.       | 1991.        | 1981.        | 1971.        |
| Укупно  | 88 (100,0%) | 124 (100,0%) | 138 (100,0%) | 167 (100,0%) |
| Хрвати  | 58 (65,91%) | 97 (78,23%)  | 122 (88,41%) | 151 (90,42%) |
| Бошњаци | 30 (34,09%) | 27 (21,77%)1 | 16 (11,59%)1 | 16 (9,581%)1 |

1. 1 На пописима од 1971. до 1991. Бошњаци су пописивани углавном као Муслимани.